# Saprobie
Die Saprobie oder Saprobität ist ein Maß für den Gehalt von organischen, leicht unter Sauerstoffverbrauch abbaubaren Substanzen im Wasser. Eine gängige Definition ist:
„Saprobie ist im Rahmen der Bioaktivität des Gewässers die Summe aller der Primärproduktion gegenüberstehenden Umsatzprozesse, also der mit einem Verlust an potentieller Energie verknüpften Vorgänge. (…) Aus ihr ergibt sich in Kombination mit dem biogenen und dem physikalischen Sauerstoffeintrag der Saprobitätsgrad des Gewässers. Dieser kann sowohl durch stoffwechseldynamische Messungen wie durch die Analyse der Lebensgemeinschaften ermittelt werden.“
Der Ansatz wird (nach einer hydrobiologischen Konferenz) als „Prager Konvention“ bezeichnet.
Die Saprobie des Gewässers steht in umgekehrtem Verhältnis zur Sauerstoffsättigung, weil durch den Abbau (die Oxidation) organischer Substanz Sauerstoff verbraucht wird. Ein gängiges Maß für die Saprobie ist der BSB. Gelangen organische Substanzen, z. B. mit Abwasser, in ein Gewässer, verringert sich seine erhöhte Saprobie durch den biologischen Abbau nach und nach wieder. Dies wird als biologische Selbstreinigung bezeichnet. Komplementär dazu steigt der Nährstoffgehalt (Phosphat, Stickstoffverbindungen) aus der mineralisierten Biomasse an. Der Gehalt an diesen Nährstoffen definiert die Trophie des Gewässers.
Manchmal wird zwischen „Autosaprobität“ (auch „Autosaprobie“) als einem Maß für die im Gewässer selbst gebildete abbaubare organische Substanz und „Allosaprobität“ (auch „Allosaprobie“) für die von außen herein gekommene unterschieden. Eine erhöhte Autosaprobität ist typisch für Gewässer mit erhöhter Trophie, wenn genügend Licht einfällt.
Meist wird die Saprobie eines Fließgewässers anhand von Indikatororganismen (Saprobier, Mehrzahl Saprobien) gemessen. Verschiedene Stufen der saprobiellen Belastung definieren die biologische Gewässergüte, sie werden als Gewässergüteklassen bezeichnet. Das Verfahren zur Bestimmung der Saprobie mittels Indikatororganismen wird als Saprobiensystem bezeichnet.